# Bill Hardwick
Bill Hardwick (19 november 1940) is een Canadese golfprofessional.
Hardwick werd in 1956 professional, en opnieuw in 1991 om de senior toernooien te kunnen spelen. In 1998 behaalde hij zijn enige overwinning.

## Gewonnen

### Europese Senior Tour
- 1998: Ryder Seniors Classic in Stratford-upon-Avon

Hardwick woont met zijn vrouw in Aurora, Ontario. Ze hebben twee zonen.